# Куп СФР Југославије у рагбију 1976.
Куп СФР Југославије у рагбију 1976. је било 17. издање Купа комунистичке Југославије у рагбију. Играло се по правилима рагбија 15. 
Трофеј је освојила Нада.
Финале
| Рагби клуб Нада Сплит | 18 – 15 | Рагби клуб Загреб |
| --------------------- | ------- | ----------------- |
|                       |         |                   |

| Освајач купа Југославије у рагбију 1976. |
| ---------------------------------------- |
| Рагби клуб Нада Сплит 6. трофеј          |